# Sindaci di Bobbio
Di seguito l'elenco cronologico dei sindaci di Bobbio e delle altre figure apicali equivalenti che si sono succedute nel corso della storia.

## Dal XI al XIX secolo
| Periodo           | Periodo          | Primo cittadino                                                              | Partito                                                                                 | Carica                                    | Note |
| ----------------- | ---------------- | ---------------------------------------------------------------------------- | --------------------------------------------------------------------------------------- | ----------------------------------------- | --- |
| 14 febbraio 1014  | -                | Abate o vescovo-abate-conte                                                  | Comune di Bobbio - Città di Bobbio                                                      | Comune medievale                          | I notabili laici (boni homines) che collaboravano all'amministrazione cittadina, con il Titolo di città che comportava privilegi ed un diverso ordinamento legale-amministrativo-fiscale, ebbero modo di rimarcare la loro indipendenza dal potere feudale dando vita al Comune. Si trattava inizialmente di un "Comune rustico" in cui l'organizzazione era sotto il controllo prima dell'abate e poi della cogestione vescovo-abate-conte. Si forma così anche un primo assetto difensivo murario. |
| inizio XII secolo | 1216             | Vescovo-conte o vescovo-abate-conte                                          | Comune consolare                                                                        | consoli                                   | Dopo la scomunica e la cacciata del vescovo Guarnerio, i successori riescono a malapena a mantenere il potere comitale, nel contrasto fra i due poteri l'ente comunale esistente dal 1014 sviluppò sempre più autonomia e sovranità, e all'inizio del XII secolo si formarono così i primi istituti comunali di tipo consolare. Il comune era amministrato dal consiglio cittadino che eleggeva i consoli.                                                                                           |
| 1216              | -                | Fredencio                                                                    | Comune podestarile                                                                      | 1° Podestà                                | Nel 1216 il Comune si trasforma da consolare in podestarile e viene nominato il primo podestà Fredencio. Gli statuti prevedono un governo del podestà assieme al gran consiglio ed al consiglio minore regolarmente eletti. La città venne cinta da un nuovo assetto murario a doppia cinta con merlature e fossati. |
| 1342              | 1344             | Guglielmo da Lampugnano                                                      | -                                                                                       | Podestà                                   | Nominato da Luchino Visconti, signore di Milano. La nomina del Podestà spetta sempre ai Visconti. |
| 1344              | -                | Attendolo da Imola                                                           | -                                                                                       | Podestà                                   | Nominato da Luchino Visconti |
| 1402              | 1404             | Damiano Monticelli                                                           | partito ghibellino                                                                      | Podestà                                   | Alleato con Jacopo Dal Verme |
| 1404              | -                | Alghisio dei Conti di Gassino                                                | -                                                                                       | Podestà                                   | Nominato da Giovanni Maria Visconti |
| 1413              | 1414             | Maffeo Anguissola di Caverzago                                               | partito ghibellino                                                                      | Podestà                                   | Nominato da Bernardo Anguissola, signore di Travo e Caverzago che aveva strappato Bobbio ai Visconti |
| 1414              | 1415             | Bassano da Modigliara                                                        | -                                                                                       | Podestà e castellano                      | Nominato dal signore di Bobbio Bernardo Anguissola. Nel novembre del 1414 giurerà fedelta a Filippo Maria Visconti che aveva rioccupato Bobbio |
| 1415              | -                | Villano Mariscotti da Lodi                                                   | -                                                                                       | Podestà                                   | Nominato da Filippo Maria Visconti |
| 1466              | -                | Matteo Carmagnola                                                            | -                                                                                       | Podestà                                   | Nominato dal conte di Bobbio Pietro II Dal Verme. La nomina del Podestà spetta sempre ai conti di Bobbio Dal Verme. |
| 1472              | -                | Giuliano Villani di Pontremoli                                               | -                                                                                       | Podestà                                   | Nominato dal conte di Bobbio Pietro II Dal Verme |
| 1480              | -                | G. Tedaldi                                                                   | -                                                                                       | Podestà                                   | Nominato dal conte di Bobbio Pietro II Dal Verme |
| 1682              | -                | Orazio Monticelli                                                            | -                                                                                       | Sindaco                                   | Carlo Brugnatelli (Vicesindaco). Entrano in vigore i nuovi statuti comunali |
| 1760              | 1775             | Giuseppe Ronchi                                                              | -                                                                                       | Podestà e Sindaco                         | Carlo Malchiodi Albedi (Vicesindaco) |
| 3 luglio 1767     | 1775             | Carlo Malchiodi Albedi                                                       | -                                                                                       | Sindaco                                   | |
| 1775              | 1780             | Carlo Malchiodi Albedi                                                       | -                                                                                       | Sindaco                                   | |
| 1 gennaio 1780    | 1782             | Luigi Ballerini                                                              | -                                                                                       | Sindaco                                   | |
| 1782              | 11 luglio 1783   | Paolo Oltramonti                                                             | -                                                                                       | Sindaco                                   | |
| 1783              | 16 gennaio 1786  | Luigi Malchiodi                                                              | -                                                                                       | Sindaco                                   | Giulio Monticelli (Vicesindaco) |
| 16 gennaio 1786   | 1788             | Giulio Monticelli                                                            | -                                                                                       | Sindaco                                   | |
| 1788              | dicembre 1795    | Paolo Malchiodi Albedi                                                       | -                                                                                       | Sindaco                                   | |
| gennaio 1796      | 9 luglio 1796    | Gian Battista Silva                                                          | -                                                                                       | Sindaco                                   | |
| 9 luglio 1796     | gennaio 1797     | Francesco Malchiodi                                                          | -                                                                                       | Sindaco                                   | |
| gennaio 1797      | luglio 1797      | Giuseppe Maria Olmi                                                          | -                                                                                       | Sindaco                                   | |
| luglio 1797       | dicembre 1797    | Antonio Lazzaro Buelli                                                       | -                                                                                       | Sindaco                                   | |
| gennaio 1797      | 15 luglio 1798   | Gian Agostino Oltramonti                                                     | -                                                                                       | Sindaco                                   | |
| 15 luglio 1798    | novembre 1798    | Giuseppe Ghigliani                                                           | -                                                                                       | Sindaco                                   | Scoppia la Rivoluzione Francese a Torino e il Piemonte entra a far parte della Repubblica Francese. Scioglimento della vecchia amministrazione e creazione di una nuova amministrazione provvisoria che innalza l'albero della libertà simbolo della rivoluzione. |
| novembre 1798     | 16 gennaio 1799  | canonico Bartolomeo Taffirelli                                               | -                                                                                       | Presidente della municipalità provvisoria | 16 gennaio scioglimento della nuova amministrazione provvisoria e nomina di quella definitiva da parte del commissario municipale Francesco Bongiovanni giunto da Voghera. |
| 16 gennaio 1799   | 7 maggio 1799    | padre Colombano Cavalli (monaco e cellerario del monastero di San Colombano) | Il 21 febbraio (23 piovoso) Bobbio entra assieme al Piemonte nella Repubblica Francese. | Presidente del Municipio                  | 7 maggio occupazione Austro-Russa e abolizione dell'amministrazione francofila. |
| 19 maggio 1799    | 26 giugno 1799   | Colombano Taffirelli                                                         | -                                                                                       | Sindaco                                   | |
| 26 giugno 1799    | 3 gennaio 1800   | Ferdinando Buelli                                                            | -                                                                                       | Sindaco                                   | |
| 3 gennaio 1800    | 12 novembre 1801 | Gaetano De Monticelli                                                        | -                                                                                       | Sindaco                                   | |
| 12 novembre 1801  | 10 maggio 1802   | Ferdinando Buelli                                                            | -                                                                                       | Sindaco                                   | |
| 10 maggio 1802    | 6 maggio 1805    | Paolo Malchiodi Albedi                                                       | -                                                                                       | Maire                                     | |
| 6 maggio 1805     | 15 maggio 1806   | Francesco Malchiodi Albedi                                                   | -                                                                                       | Maire                                     | |
| 15 maggio 1806    | 27 aprile 1811   | Giuseppe Ballerini                                                           | -                                                                                       | Maire                                     | Cessazione dell'incarico dopo la nomina a giudice di pace. |
| 27 aprile 1811    | 22 luglio 1813   | Odoardo Butler                                                               | -                                                                                       | Maire                                     | Decaduto dopo la Restaurazione in seguito alla caduta di Napoleone. |
| 7 maggio 1814     | 1818             | marchese Carlo Malaspina                                                     | -                                                                                       | Sindaco                                   | Ferdinando Buelli (Vicesindaco) |
| 1818              | 1820             | Gaetano Altrecati                                                            | -                                                                                       | Sindaco                                   | |
| 1820              | 1824             | Antonio Malugani                                                             | -                                                                                       | Sindaco                                   | |
| 1824              | 1826             | Antonio Malugani                                                             | -                                                                                       | Sindaco                                   | |
| 1826              | 28 luglio 1828   | Carlo Buelli                                                                 | -                                                                                       | Sindaco                                   | |
| 28 luglio 1828    | 1830             | Cristoforo Bacigalupi                                                        | -                                                                                       | Sindaco                                   | Siro Castagna (Vicesindaco) |
| 1830              | 1832             | Lorenzo Ballerini                                                            | -                                                                                       | Sindaco                                   | |
| 1832              | 1834             | Carlo Buelli                                                                 | -                                                                                       | Sindaco                                   | |
| 1834              | 1836             | Samuele Valla                                                                | -                                                                                       | Sindaco                                   | |
| 1836              | 1842             | Carlo Buelli                                                                 | -                                                                                       | Sindaco                                   | |
| 1842              | 1844             | Samuele Valla                                                                | -                                                                                       | Sindaco                                   | |
| 1844              | 1847             | Gaetano Buelli                                                               | -                                                                                       | Sindaco                                   | |
| 1847              | 1849             | Angelo Tamburelli                                                            | -                                                                                       | Sindaco                                   | |
| 1849              | 1850             | marchese Luigi Malaspina                                                     | -                                                                                       | Sindaco                                   | Nominato senatore del Regno lasciò l'incarico di sindaco. |
| 1850              | 1853             | Angelo Tamburelli                                                            | -                                                                                       | Sindaco                                   | |
| 1853              | 18 dicembre 1853 | Samuele Valla                                                                | -                                                                                       | Sindaco                                   | Scioglimento dell'amministrazione comunale e nomina del commissario prefettizio straordinario Federico Barberis. |
| aprile 1854       | 1855             | Angelo Tamburelli                                                            | -                                                                                       | Sindaco                                   | |
| 1855              | 1857             | Pietro Antonio Fossa                                                         | -                                                                                       | Sindaco                                   | |
| 1857              | gennaio 1859     | Giuseppe Giorgi                                                              | -                                                                                       | Sindaco                                   | |
| gennaio 1859      | 9 luglio 1859    | Pietro Antonio Fossa                                                         | -                                                                                       | Sindaco                                   | |

## Regno d'Italia (1861-1946)
| Sindaci nominati dal governo (1859-1895)                   | Sindaci nominati dal governo (1859-1895) | Sindaci nominati dal governo (1859-1895) | Sindaci nominati dal governo (1859-1895) | Sindaci nominati dal governo (1859-1895) | Sindaci nominati dal governo (1859-1895) |
| Nominativo                                                 | Partito                                  | Partito                                  | Mandato                                  | Mandato                                  | Elezioni                                 |
| Nominativo                                                 | Partito                                  | Partito                                  | Inizio                                   | Fine                                     | Elezioni                                 |
| ---------------------------------------------------------- | ---------------------------------------- | ---------------------------------------- | ---------------------------------------- | ---------------------------------------- | ---------------------------------------- |
| Angelo Tamburelli                                          | -                                        | -                                        | 9 luglio 1859                            | 1863                                     | -                                        |
| Pietro Antonio Fossa                                       | -                                        | -                                        | 1863                                     | 23 giugno 1878                           | -                                        |
| Riccardo Della Cella                                       | -                                        | -                                        | 1879                                     | 1883                                     | -                                        |
| Italo Della Cella                                          | -                                        | -                                        | 1883                                     | 1895                                     | -                                        |
| Sindaci eletti dal Consiglio comunale (1895-1927)          |                                          |                                          |                                          |                                          |                                          |
| Nominativo                                                 | Partito                                  | Partito                                  | Mandato                                  | Mandato                                  | Elezioni                                 |
| Nominativo                                                 | Partito                                  | Partito                                  | Inizio                                   | Fine                                     | Elezioni                                 |
| Pietro Renati                                              | -                                        | -                                        | 7 luglio 1895                            | 1896                                     | -                                        |
| Nunzio Vitelli                                             | commissario prefettizio                  | commissario prefettizio                  | 1896                                     | 30 aprile 1896                           | -                                        |
| Italo Della Cella                                          | -                                        | -                                        | 30 aprile 1896                           | 29 luglio 1905                           | Elezioni 1896                            |
| Italo Della Cella                                          | -                                        | -                                        | 29 luglio 1905                           | 8 settembre 1905                         | Elezioni 1905                            |
| Roberto Olmi                                               | -                                        | -                                        | 8 settembre 1905                         | 30 giugno 1914                           | Elezioni 1905                            |
| Pietro Renati                                              | -                                        | -                                        | 30 giugno 1914                           | 30 gennaio 1917                          | Elezioni 1914                            |
| Italo Della Cella                                          | -                                        | -                                        | 4 febbraio 1917                          | settembre 1920                           | Elezioni 1914                            |
| Ellenio Setti                                              |                                          | Partito Popolare Italiano                | settembre 1920                           | 20 maggio 1922                           | Elezioni 1920                            |
| Carlo Cella                                                |                                          | Partito Popolare Italiano                | 20 maggio 1922                           | 18 febbraio 1923                         | Elezioni 1920                            |
| Dante Pravedoni Alessandro Provasi                         | commissari prefettizi                    | commissari prefettizi                    | 18 febbraio 1923                         | 28 luglio 1923                           | -                                        |
| Angelo Ceriati                                             | commissario prefettizio                  | commissario prefettizio                  | 28 luglio 1923                           | 20 gennaio 1924                          | -                                        |
| Italo Della Cella                                          | Lista unica                              | Lista unica                              | 20 gennaio 1924                          | 10 aprile 1927                           | Elezioni 1924                            |
| Podestà nominati dal governo (1927-1944)                   |                                          |                                          |                                          |                                          |                                          |
| Nominativo                                                 | Partito                                  | Partito                                  | Mandato                                  | Mandato                                  | Elezioni                                 |
| Nominativo                                                 | Partito                                  | Partito                                  | Inizio                                   | Fine                                     | Elezioni                                 |
| Antonio Renati                                             |                                          | Partito Nazionale Fascista               | 10 aprile 1927                           | 1942                                     | -                                        |
| Vittorio Casartelli                                        | commissario prefettizio                  | commissario prefettizio                  | 1942                                     | 1944                                     | -                                        |
| Sindaci del periodo costituzionale transitorio (1944-1946) |                                          |                                          |                                          |                                          |                                          |
| Nominativo                                                 | Partito                                  | Partito                                  | Mandato                                  | Mandato                                  | Elezioni                                 |
| Nominativo                                                 | Partito                                  | Partito                                  | Inizio                                   | Fine                                     | Elezioni                                 |
| Antonio Bruno Pasquali                                     |                                          | Indipentente                             | 1º agosto 1944                           | 27 agosto 1944                           | -                                        |
| Antonio Bruno Pasquali                                     | 22 ottobre 1944                          | Indipentente                             | 28 novembre 1944                         | -                                        |                                          |
| Mario Reposi                                               |                                          | Partito Socialista Democratico Italiano  | 4 marzo 1945                             | 31 marzo 1946                            | -                                        |

## Repubblica italiana (dal 1946)
| Sindaci eletti dal Consiglio comunale (1946-1995)    | Sindaci eletti dal Consiglio comunale (1946-1995) | Sindaci eletti dal Consiglio comunale (1946-1995) | Sindaci eletti dal Consiglio comunale (1946-1995) | Sindaci eletti dal Consiglio comunale (1946-1995) | Sindaci eletti dal Consiglio comunale (1946-1995)                                               | Sindaci eletti dal Consiglio comunale (1946-1995) |
| Nominativo                                           | Partito                                           | Partito                                           | Giunta                                            | Mandato                                           | Mandato                                                                                         | Elezione                                          |
| Nominativo                                           | Partito                                           | Partito                                           | Giunta                                            | Inizio                                            | Fine                                                                                            | Elezione                                          |
| ---------------------------------------------------- | ------------------------------------------------- | ------------------------------------------------- | ------------------------------------------------- | ------------------------------------------------- | ----------------------------------------------------------------------------------------------- | ------------------------------------------------- |
| Luigi Silva                                          |                                                   | Partito Comunista Italiano                        | PCI-DC-PSI-indipendenti                           | 31 marzo 1946                                     | 22 maggio 1948                                                                                  | Elezione 1946                                     |
| Giuseppe Rainieri                                    | commissario prefettizio                           | commissario prefettizio                           | commissario prefettizio                           | 23 maggio 1948                                    | 5 settembre 1948                                                                                | -                                                 |
| Mario Mozzi                                          |                                                   | Democrazia Cristiana                              | DC-indipendenti                                   | 5 settembre 1948                                  | 9 novembre 1952                                                                                 | Elezione 1948                                     |
| Guido Armani                                         |                                                   | Indipendente di centro                            | DC-indipendenti                                   | 9 novembre 1952                                   | 11 novembre 1956                                                                                | Elezione 1952                                     |
| Geo Panarone                                         |                                                   | Indipendente di centro                            | DC-PLI-PSDI-PNM-indipendenti                      | 11 novembre 1956                                  | 6 novembre 1960                                                                                 | Elezione 1956                                     |
| Geo Panarone                                         | DC-PLI-PSDI-indipendenti                          | Indipendente di centro                            | 6 novembre 1960                                   | 22 novembre 1964                                  | Elezione 1960                                                                                   |                                                   |
| Geo Panarone                                         | DC-PLI-indipendenti                               | Indipendente di centro                            | 22 novembre 1964                                  | 7 giugno 1970                                     | Elezione 1964                                                                                   |                                                   |
| Franco Maggi                                         |                                                   | Partito Comunista Italiano                        | PCI-PSI-gruppo Margherita                         | 7 giugno 1970                                     | 28 giugno 1971                                                                                  | Elezione 1970                                     |
| Pasquale Filippini                                   |                                                   | Democrazia Cristiana                              | DC-PSU-gruppo Margherita-indipendenti             | 13 luglio 1971                                    | 4 settembre 1972                                                                                | Elezione 1970                                     |
| Vittorio Bianchi                                     |                                                   | Democrazia Cristiana                              | DC-PSDI-PSU-gruppo Margherita-indipendenti        | 4 settembre 1972                                  | 8 febbraio 1975                                                                                 | Elezione 1970                                     |
| Luigi Giraldi                                        | commissario prefettizio                           | commissario prefettizio                           | commissario prefettizio                           | 8 febbraio 1975                                   | 15 giugno 1975                                                                                  | -                                                 |
| Franco Maggi                                         |                                                   | Partito Comunista Italiano                        | PCI-PSI-indipendenti                              | 15 giugno 1975                                    | 8 giugno 1980                                                                                   | Elezione 1975                                     |
| Franco Maggi                                         | PCI-PSI-indipendenti                              | Partito Comunista Italiano                        | 8 giugno 1980                                     | 12 maggio 1985                                    | Elezione 1980                                                                                   |                                                   |
| Franco Maggi                                         | PCI-PSI-indipendenti                              | Partito Comunista Italiano                        | 12 maggio 1985                                    | 31 gennaio 1987                                   | Elezione 1985                                                                                   |                                                   |
| Luigi Guglielmetti                                   |                                                   | Partito Comunista Italiano                        | PCI-PSI                                           | 31 gennaio 1987                                   | Elezione 1985                                                                                   | 6 maggio 1990                                     |
| Luigi Guglielmetti                                   | PCI/PDS-PSI-PSDI-indipendenti                     | Partito Comunista Italiano                        | 6 maggio 1990                                     | 23 novembre 1992                                  | Elezione 1990                                                                                   |                                                   |
| Vittorio Pasquali                                    |                                                   | Partito Socialista Democratico Italiano           | PDS-PSI-PSDI-indipendenti                         | 23 novembre 1992                                  | Elezione 1990                                                                                   | 24 aprile 1995                                    |
| Sindaci eletti direttamente dai cittadini (dal 1995) |                                                   |                                                   |                                                   |                                                   |                                                                                                 |                                                   |
| Nominativo                                           | Partito                                           | Partito                                           | Coalizione                                        | Mandato                                           | Mandato                                                                                         | Elezione                                          |
| Nominativo                                           | Partito                                           | Partito                                           | Coalizione                                        | Inizio                                            | Fine                                                                                            | Elezione                                          |
| Giambattista Castelli                                |                                                   | Indipendente di centro                            | Lista civica "Per Bobbio e la sua Valle"          | 24 aprile 1995                                    | 14 giugno 1999                                                                                  | Elezione 1995                                     |
| Roberto Pasquali                                     |                                                   | Indipendente di centro-destra                     | Lista civica "Bobbio 2000 - Città d'Europa"       | 14 giugno 1999                                    | 13 giugno 2004                                                                                  | Elezione 1999                                     |
| Roberto Pasquali                                     | Lista civica "Bobbio 2000 - Città d'Europa"       | Indipendente di centro-destra                     | 13 giugno 2004                                    | 8 giugno 2009                                     | Elezione 2004                                                                                   |                                                   |
| Marco Rossi                                          |                                                   | Indipendente di centro-destra                     | Lista civica "Bobbio 2000 - Città d'Europa"       | 8 giugno 2009                                     | 26 maggio 2014                                                                                  | Elezione 2009                                     |
| Roberto Pasquali                                     |                                                   | Indipendente di centro                            | Lista civica "Bobbio 2000 - Città d'Europa"       | 26 maggio 2014                                    | 27 maggio 2019                                                                                  | Elezione 2014                                     |
| Roberto Pasquali                                     |                                                   | Indipendente di centro-sinistra                   | Lista civica "Bobbio 2000 - Città d'Europa"       | 27 maggio 2019                                    | sospeso in data 10 febbraio 2022                                                                | Elezione 2019                                     |
| Simona innocente                                     |                                                   | Indipendente di centro-sinistra                   | Lista civica "Bobbio 2000 - Città d'Europa"       | 11 febbraio 2022                                  | 27 marzo 2022                                                                                   | Vicesindaca sindaca facente funzioni              |
| Roberto Pasquali                                     |                                                   | Indipendente di centro-sinistra                   | Lista civica "Bobbio 2000 - Città d'Europa"       | 27 maggio 2019                                    | reintregrato dal 28 marzo 2022 nelle sue funzioni di sindaco dopo la sospensione 10 giugno 2024 | Elezione 2019                                     |
| Roberto Pasquali                                     |                                                   | Indipendente di centro-sinistra                   | Lista civica "Bobbio 2000 - Città d'Europa"       | 10 giugno 2024                                    | in carica                                                                                       | Elezione 2024                                     |

(Tratto dalle pubblicazioni del settimanale di Bobbio "La Trebbia" e dalla Storia di Bobbio di Giorgio Fiori)